# 1911 (szám)
Az 1911 (római számmal: MCMXI) az 1910 és 1912 között található természetes szám.

## A matematikában
A tízes számrendszerbeli 1911-es a kettes számrendszerben 11101110111, a nyolcas számrendszerben 3567, a tizenhatos számrendszerben 777 alakban írható fel.
Az 1911 páratlan szám, összetett szám. Kanonikus alakja 31 · 72 · 131, normálalakban az 1,911 · 103 szorzattal írható fel. Tizenkét osztója van a természetes számok halmazán, ezek növekvő sorrendben: 1, 3, 7, 13, 21, 39, 49, 91, 147, 273, 637 és 1911.
Hétszögalapú piramisszám.
Tizenegyszögszám.
Az 1911 harminchat szám valódiosztóösszeg-függvényeként áll elő, ezek közül legkisebb az 5721.